# Rezerwat przyrody Góra Choina
Rezerwat przyrody „Góra Choina” – rezerwat przyrody położony w południowo-zachodniej Polsce w Górach Wałbrzyskich w Sudetach Środkowych (województwo dolnośląskie).
Rezerwat położony jest w północno-wschodniej części Gór Czarnych, w paśmie Gór Wałbrzyskich na południowo-wschodnim zboczu wzniesienia Choina, około 1 km na południowy wschód od miejscowości Zagórze Śląskie w gminie Walim.
W całości znajduje się na obszarze Natura 2000 PLH020071 „Ostoja Nietoperzy Gór Sowich” SOO i Obszarze Chronionego Krajobrazu Gór Bardzkich i Sowich.
Rezerwat został utworzony w 1957 roku zarządzeniem Ministra Leśnictwa i Przemysłu Drzewnego (M.P. z 1957 r. nr 101, poz. 589). Jest to rezerwat o powierzchni 19,13 ha utworzony dla ochrony rzadkich gatunków roślin chronionych oraz naturalnych zbiorowisk roślinnych. Rezerwat utworzono głównie dla ochrony naturalnego lasu mieszanego porastającego wzgórze Choina i zachowania ruin zamku piastowskiego Grodno.
Rezerwat przyrody położony jest na gnejsowym wzgórzu Choina (450 m n.p.m.) porośniętym lasem mieszanym. Na szczycie stoi średniowieczny zamek Grodno. Do rezerwatu od północno-wschodniej strony przylegają wody Jeziora Bystrzyckiego, które oddzielają rezerwat od Gór Sowich. Lasy liściaste porastające grzbiety góry zawierają ciekawe okazy starodrzewu dębu, lipy i buka. Interesujące są również widoki z gnejsowych skałek wysokiego lewego brzegu jeziora. W bogatym w różne gatunki chronionym runie leśnym występuje: dzwonek pokrzywolistny, kokoryczka wielokwiatowa, naparstnica oraz wiele gatunków storczyków i paproci.